# Ellas, inocentes o culpables
Ellas, inocentes o culpables é uma telenovela mexicana produzida e exibida pela Azteca em 2000.
Foi protagonizada por Lupita D'Alessio e Luis Uribe, com Iliana Fox, Leonardo García e Jorge Luis Pila, com a participação antagonica de Jorge Luke.

## Elenco
- Lupita D'Alessio - Amanda
- Luis Uribe - Ángel
- Roberto Montiel - Roberto
- Jorge Luke - Sergio
- Iliana Fox - Vicky
- Leonardo García - Mario
- Jorge Luis Pila - Luis
- María Rojo - Martha
- Susana Alexander - María
- Enrique Novi - Damián
- Júlio Aldama - Hilario
- Fidel Garriga - Rogelio
- Gerardo Acuña - Nicolás
- Loló Navarro - Eulalia
- Vanessa Villela - Cristina
- Griselda Contreras - Mariana
- Ana Graham - Georgina
- Alejandro Gaytán - Jorge
- Geraldine Bazán - Liliana
- Ramiro Orci - Benito
- Beatriz Martínez - Marga
- Wendy de los Cobos - Cecilia
- Martha Acuña - Larissa
- Magdalena Cabrera - Rosa
- Graciela Orozco - Carmen
- Mauricio Ferrari - Marcelo
- Enrique Becker - Matías
- Julián Antuñano - Diego
- Gianni Constantini - Saúl
- Sandro Finoglio - Poncho
- Blas García - Comandante Cienfuegos
- Enrique Marine - Ricardo
- Mónica Mendoza - Janddy
- Eduardo Schillinsky - Armando
- Rutilio Torres - Pepe
- Rocío Verdejo - Regina